# Varennes-en-Argonne
Varennes-en-Argonne, eller Varennes, är en ort och kommun i departementet Meuse i Frankrike. År 2022 hade Varennes-en-Argonne 629 invånare.
Orten blev omtalad den 20 juni 1791, då Ludvig XVI och Marie-Antoinette försökte fly från Frankrike, assisterade av Axel von Fersen. Det franska kungaparet avslöjades dock och arresterades följande dag. Denna historiskt betydelsefulla episod har fått namnet flykten till Varennes och har filmatiserats som Natten i Varennes.

## Befolkningsutveckling
Antalet invånare i kommunen Varennes-en-Argonne
| Referens: INSEE |